# Нишнианидзе, Шота Георгиевич
Шота́ Гео́ргиевич Нишниани́дзе (груз. შოთა გიორგის ძე ნიშნიანიძე, настоящая фамилия — Мамагейшвили; 1929—1999) — грузинский советский поэт. Автор нескольких поэм и лирических сборников.

## Биография
Родился 18 марта 1929 года в Тифлисе (ныне Тбилиси, Грузия). Первые публикации Нишнианидзе датируются 1946 годом. В 1953 году Шота Георгиевич окончил филологический факультет Тбилисского университета.
В 1964—1974 годах работал в редакции издательства «Мерани», затем был консультантом Союза писателей Грузии (1974—1977), редактором альманаха «Сокровище» (1977—1981), секретарём Союза писателей Грузии (1981—1984), председателем Союза писателей Грузии (1984—1986). В последние годы жизни работал в редакциях литературных журналов.
Умер в 1999 году. Похоронен в Тбилиси в пантеоне Дидубе.
Именем Нишнианидзе названа улица в Тбилиси.

## Награды и премии
- орден Чести (1994)[3]
- орден Трудового Красного Знамени (1979)
- орден «Знак Почёта» (1971)
- Государственная премия СССР (1984) — за новые стихи из книги «Избранное»
- Государственная премия Грузинской ССР имени Шота Руставели (1975).

## Переводы на русский язык
- «Симфония лозы», «Художественная литература», Москва, 1975.

## Сборники стихов
- «Я и ты» (1956);
- «Осень в деревне» (1959);
- «Оливковая ветвь» (1961, рус. пер. 1966);
- «Солнце и тень» (1963);
- «Гранат» (1966);
- «Броцеула» (1966) — сборник стихов для детей;
- «Эпическое эхо» (1973);
- «Превыше всего» (1988).